# Hvem snørede Roger Rabbit
Hvem snørede Roger Rabbit (originaltitel Who framed Roger Rabbit) er en amerikansk spillefilm fra 1988, kombineret med tegnefilm. Filmen er instrueret af Robert Zemeckis og er resultatetet af et sjældent samarbejde mellem Disney, Warner Bros., MGM, Paramount, og Walter Lanz. 
Filmen vandt fire Oscars.

## Medvirkende
- Bob Hoskins som Eddie Valiant
- Charles Fleischer som Roger Rabbit, Benny the Cab
- Christopher Lloyd som Judge Doom
- Kathleen Turner som Jessica
- Stubby Kaye som Marvin Acme
- Joanna Cassidy som Dolores
- Wayne Allwine som Mickey Mouse
- Mel Blanc som Snurre Snup, Daffy Duck
- Tony Anselmo som Anders And